# Pezizella pulcherrima
Pezizella pulcherrima är en lavart som beskrevs av Spooner & Dennis 1986. Pezizella pulcherrima ingår i släktet Pezizella och familjen Hyaloscyphaceae.   Inga underarter finns listade i Catalogue of Life.